# Kary Mullis
Kary Banks Mullis (28. prosinca 1944.) američki je dobitnik Nobelove nagrade i biokemičar, autor i predavač. Zbog toga što je izumio tehniku Polimerazne lančane reakcije (PLR), podijelio je Nobelovu nagradu 1993. s Michaelom Smithom te osvojio i Japansku nagradu iste godine. Proces je prvi opisao Kjell Kleppe i dobitnik Nobelove nagrade iz 1968., H. Gobind Khorana, te dozvoljava povećavanje određenih DNK sekvenci.PLR je brzo postala središnja tehnika biokemije i molekularne biologije, koju je New York Times nazvao "vrlo originalnom i značajnom" jer je "gotovo podijelila biologiju na dva razdoblja: onu prije i poslije izuma PLR-a."
Ipak, Mullisa je New York Times kasnije i kritizirao zbog širenja ideja na područjima kojima nije bio stručnjak. Optužen je za širenje nijekanja AIDS-a, nijekanja globalnog zatopljenja te zbog vjerovanja u astrologiju.

## Rani život i obrazovanje
Mullisov rodni grad je Lenoir, Sjeverna Karolina, a rođen je 28. prosinca 1944. Njegovi roditelji su bili farmeri iz ruralnih područja. Kao diejte, bio je fasciniran promatranjem životinja i kukaca u prirodi. Odrastao je u Columbiji, Sjeverna karolina, gdje je pohađao srednju školu Dreher.
Mullis je postao bakalareus na znanstvenom polju kemije na Institutu tehnologije u Georgiji, Atlanta, 1966., nakon čega se oženio i započeo raditi. Stekao je i titulu magistra biokemije na University of California, Berkeley 1972.; njegovo istraživanje se usredotočilo na sintezu struktura proteina.

## Karijera
Mullis se okrenuo pisanje fikcije, ali je odustao te postao biokemičar na medicinskoj školi u Kansas Cityju. Nakon toga je radio u pekarnici dvije godine. Mullis se ponovno vratio znanosti na nagovor prijatelja Thomasa Whitea, koji mu je našao posao u poduzeću biotehnologije Cetus Corporation u Emeryvilleu, Kalifornija. Mullis je radio kao kemičar DNK sedam godina. U tom razdoblju je 1983. izumio svoju hvaljenu Polimeraznu lančanu reakciju (PLR). Nakon što je napustio Cetus 1986., Mullis je bio ravnatelj molekularne biologije za Xytronyx, Inc. u San Diegu dvije godine. Mullis je bio konzultant za nukleinsku kiselinu za nekoliko korporacija.
1992., Mullis je osnovao poduzeće s namjerom prodavanja dijelova dragulja koji su sadržavali uvećanu DNK preminulih slavnih ličnosti, kao što su Elvis Presley i Marilyn Monroe. Mullis je također član povjerenstva američkog festivala znanosti i inženjerstva.

### PLR i drugi izumi
1983., Mullis je radio za Cetus Corp. kao kemičar. Mullis navodi da je tog proljeća jednom vozio s djevojkom po noći, koja je također bila kemičarka u Cetusu, kada je dobio ideju za upotrebu prajmera kako bi odvojio željenu DNK sekvencu te ju kopirao uz pomoć DNK polimeraze, tehnika koja bi dozvolila kopiranje malog dijelića DNK neograničeno puno puta. Cetus je odvojio Mullisa od svojih običnih projekata kako bi se koncentrirao na razvoj PLR-a. Mullis je uspio u demonstriranju PLR-a 16. prosinca 1983. Ipak, usprkos Nobelovoj nagradi, izjavio je da "taj uspjeh nije bila nikakva utjeha jer je njegova djevojka ranije prekinula s njim, Jenny" te da se "osjećao usamljenim". Dobio je 10.000 $ nagrade od Cetusa za svoj izum.
Tadašnja komplikacija je ležala u tome što je DNK polimeraza bila uništena zbog velike temperature prilikom svakog ciklusa repliciranja. 1986., Mullis je počeo koristiti Thermophilus aquaticus (Taq) DNK polimerazu kako bi pojačao segmente DNK. Ona je bila otporna na toplinu i bilo je dovoljno dodati ju samo jednom, zbog čega je tehnika postala isplativa i rutinska. Biokemija, molekularna biologija, genetika, medicina i forenzika su doživjele revolucije zahvaljujući tom izumu.
Mullis je također izumio plastiku osjetljivu na ultraljubičasto zračenje koja mijenja boju prilikom osvjetljavanja, te je radio i na mobiliziranju imunološkog sustava kako bi se neutralizirali patogeni i toksini, što je dovelo do stvaranja Altermunea LLC. M

### Priznanje za PLR
H. Gobind Khorana i Kjell Kleppe su već ranije opisali sličnu tehniku kao PLR. Uz pomoć popravne replikacije, Kleppe je udvostručio i potom utrostručio malenu sintetičku molekulu uz pomoć dva prajmera i DNK polimeraze. Mullis je pak izumio polimerazu otpornu na toplinu, što je dozvolilo eksponencijalno povećanje velikih količina bilo koje željene DNK sekvence iz iznimno složenog predloška. 
Mnogi su znanstvenici pisali da "puni potencijal PLR-a nije ostvaren" sve do Mullisa 1983., te da njegove kolege nisu shvatile važnost tog istraživanja. Cetus je za 300 milijuna $ prodao patent Hoffmann-La Rocheu.
Antropolog Paul Rabinow je priznao da je "PLR klasičan primjer timskog rada među znanstvenicima", te naveo da je Mullis iskoristio potencijale ranije uspostavljenih, ali neiskorištenih koncepata.

## Osobni pogledi
Mullis je izjavio da je neprestana potraga za što više sredstava i ostajanje unutar ustaljenih dogmi štetilo znanosti. Vjeruje da "znanost prakticiraju ljudi koji su ovisni o tome da budu plaćeni za ono što će tek otkriti" a ne za ono što će to istraživanje proizvesti u stvarnosti. Mullisa su opisivali kao "nestrpljivog i impulzivnog istraživača" koji izbjegava laboratorije te umjesto toga radije razmišlja o istraživanju dok vozi i surfa.
U svojoj autobiografiji iz 1998., Mullis je izrazio neslaganje sa znanstvenim dokazima koji podupiru globalno zatopljenje i ozonske rupe, u dokaze da HIV uzrokuje AIDS, te je izrazio vjerovanje u astrologiju. Mullis tvrdi da su globalno zatopljenje i HIV/AIDS povezani sa zavjerama ekologista, vladinih agencija i znanstvenika koji pokušavaju sačuvati svoje karijere i zaraditi novac, a ne sa znanstvenim dokazima.  Mullis je izazvao kontroverze zbog surađivanjem sa slavnim osporavateljem AIDS-a, Peterom Duesbergom, zbog tvrdnje da je AIDS samo proizvoljna dijagnoza koja se koristi jedino kada je pronađu antitijela HIV-a u tijelu pacijenta.  Znanstveni konsenzus oko Duesbergove hipoteze je da se radi o pseudoznanosti a da je globalno zatopljenje velikim dijelom uzrokovano ljudskim aktivnostima.
Mullis je napisao predgovor za knjigu Što ako je sve što ste mislili da znate o AIDS-u pogrešno? (autorica Christine Maggiore), koja je nijekala postojanje AIDS-a a kasnije i sama preminula od bolesti uzrokovane AIDS-om. New York Times je u jednom članku naveo Mullisa kao jednog od nekolicine znanstvenika koji, nakon uspjeha na jednom polju istraživanja, su krenuli s neosnovanim, katkad bizarnim izjavama na drugim područjima. Skeptical Inquirer je u jednom članku opisao Mullisa kao "znanstvenu osobu koja niječe AIDS ali nikada nije provela ikakvo znanstveno istraživanje HIV-a ili AIDS-a".

## Uporaba LSD-a
Mullis je u intervjuu 1994. izjavio: "U 1960-ima i ranim 1970-ima uzimao sam puno LSD-a. Puno ljudi iz Berkeleyja ih je uzimalo. Za mene je to bilo iskustvo koje proširuje um. Definitivno je bilo važnije nego ijedan tečaj koji sam pohađao." Albert Hofmann je rekao da je Mullis izjavio da mu je "LSD pomogao razviti PLR." Mullis je tijekom intervjua za BBC izjavio: "Što da nisam nikada uzeo LSD; bi li svejedno izumio PLR? Ne znam, doista ne znam. Sumnjam."

## Vanzemaljski život
Mullis navodi da je jednom stigao u svoju kolibu u šumi u Sjevernoj Kaliforniji oko ponoći 1985., te je vani primijetio ispod drveta nešto što je svjetlilo, a izgledalo je na rakuna s crnim očima. Rakun je navodno govorio i rekao "Dobra večer, doktore", a on je odgovorio s "Bok". Mullis je kasnije razmišljao da je rakun bio neka "vrsta holografske projekcije i da je multidimenzionalna fizika na makroskopskoj razini možda odgovorna". Mullis je osporio da je LSD imao ikakve veze s tim događajem.

## Osobni život
Mullis uživa u surfanju na valovima. Bio je tri puta oženjen. Ima troje djece od dvije bivše supruge.

## Vanjske poveznice
- Službeni site
- Intervju za Nobelovu nagradu
- Intervju o viđenju AIDS-a